# コルム・オドノヒュー
コルム・オドノヒュー（Colm O'Donoghue、1980年11月13日 - ）は、アイルランド出身の競馬騎手である。日本語では「コルム・オドノビュー」と称されることもある。

## 略歴
1997年に騎手デビューを果たす。見習騎手時代よりエイダン・オブライエン厩舎に所属し、見習騎手で無くなった後も同厩舎の主戦騎手の1人となっている。
同年6月24日のレースでマイロレインに騎乗して初勝利を挙げる。以後徐々に活躍をする様になり、1999年頃より他厩舎の陣営からも騎乗依頼が来る様になった。
2001年には23勝を挙げた。翌2002年、カラ競馬場で開催されたフェニックスステークスでスパルタクスに騎乗し1着となりG1初勝利を挙げた。その後G1勝利から暫く遠ざかったが、2007年にプール・デッセ・デ・プーランでアストロノマーロイヤルに騎乗して1着。G12勝目となった。いずれもオブライエン厩舎の所属馬であった。
その後は2009年のクリテリウム・アンテルナシオナルでジャンフェルメールに騎乗して勝利。翌2010年にはジョジュアツリーでカナディアンインターナショナルステークスを制覇した。その翌年の2011年にもアイリッシュダービーでトレジャービーチに騎乗して優勝し、同年にはこの他にもセクレタリアトステークス、クイーンエリザベス2世チャレンジカップステークスも制覇した。また同年には短期免許制度を活用して日本でも騎乗している。
2018年にはアルファセントーリとのコンビで愛1000ギニー、コロネーションステークス、ファルマスステークス、ジャックルマロワ賞を制するなど欧州競馬を沸かせた。
2018年11月4日、アルゼンチン共和国杯をパフォーマプロミスで制してJRA重賞初制覇。